# Mosopia
Mosopia  (лат.) — род чешуекрылых из подсемейства совок-пядениц.

## Описание
У самца костальный край передних крыльев изогнут в базальной второй трети. На передних крыльях внешняя перевязь выражена явственно чётче, чем внутренняя. Подкраевая линия обычно очень отчётливая. В гениталиях самки копулятивная сумка изогнута, её придаток лишь слабо расширен к антруму.

## Систематика
В составе рода:
- Mosopia cassinusalis Walker, 1858
- Mosopia eudoxusalis Walker, 1858
- Mosopia magniplaga Swinhoe, 1905
- Mosopia megaspila Walker, 1865